# جيمس لاتيمر برايس
جيمس لاتيمر برايس (بالإنجليزية: James Latimer Price) هو محامي وقاضي أمريكي، ولد في 27 مارس 1840 في مقاطعة كارول في الولايات المتحدة، وتوفي في 11 مارس 1912 في مارتينسفيل في الولايات المتحدة.